# Zoungbonou
Zoungbonou  ist ein Arrondissement im Departement Mono im westafrikanischen Staat Benin. Es ist eine Verwaltungseinheit, die der Gerichtsbarkeit der Kommune Houéyogbé untersteht.

## Demografie und Verwaltung
Gemäß der Volkszählung 2013 des beninischen Statistikamtes INSAE hatte das Arrondissement 8804 Einwohner, davon waren 4257 männlich und 4547 weiblich.
Von den 80 Dörfern und Quartieren der Kommune Houéyogbé entfallen acht auf Zoungbonou:
1. Davè
2. Hécondji
3. Houingah-Houégbé
4. Houingah-Salahoué
5. Manonkpon
6. Séwacomey
7. Tohonou
8. Zoungbonou